# PL-21
De PL-21 is een met actieve AESA radar geleide hypersonische lucht-luchtraket van China. Ze werd in november 2016 voor het eerst gelanceerd. Ze is vergelijkbaar met de Amerikaanse AIM-260 JATM en de Russische R-37.